# Dande (Fluss)
Der Dande oder auch Dange ist ein Fluss in Angola.

## Verlauf
Er entspringt bei dem município Quitexe, einer ehemaligen 1947/48 von italienischen Kapuzinern gegründeten Missionsstation in der Provinz Uíge, wo er als Dange bekannt ist. Der Fluss trennt die nördlichen Provinzen Uige und Cuanza Norte und diese wiederum von der Provinz Bengo. Er mündet nahe der Stadt Barra do Dande in den Atlantischen Ozean.

## Energiegewinnung
In seinem Verlauf speist der Dande den Stausee von Mabubas.
Die Anlage liegt circa 6 km nordöstlich der Provinzhauptstadt Caxito und wurde 1960 von den Portugiesen zur Stromversorgung der Städte und Industrien im Bengo-Tal gebaut und im angolanischen Bürgerkrieg von Südafrikanern in den 1980er Jahren sabotiert und ist immer noch nicht wieder in Betrieb. In seinem weiteren Verlauf durchfließt er die Stadt Caxito, im Município Dande. Auf seinem letzten Abschnitt wird das Flusswasser vorwiegend zur Bewässerung und Nutzung landwirtschaftlicher Anlagen, die sich an den Ufern niedergelassen haben, verwendet.
- Siehe auch: Liste der Flüsse in Angola